# Trần Đại Mý
 (novembre 2024).
Trần Đại Mý (né en 1960 à Thanh Hóa et mort en 2024 à Hanoï) est un acteur et metteur en scène vietnamien reconnu pour ses contributions significatives au théâtre et à la télévision au Vietnam. Il détient le titre honorifique de Nghệ sĩ Ưu tú (NSƯT), une distinction prestigieuse décernée pour ses contributions artistiques.

## Biographie
Trần Đại Mỹ est né en 1962 dans une famille modeste. Il s'est formé en art dramatique avant de débuter une carrière prolifique dans le théâtre et la télévision vietnamienne. Il a été largement salué pour sa capacité à incarner des rôles complexes et émotionnels, touchant un large public à travers ses performances,.
Il a joué dans de nombreuses pièces de théâtre, films et séries télévisées, devenant une figure emblématique dans le paysage culturel vietnamien. Parmi ses œuvres les plus mémorables figurent des rôles dans des productions marquantes qui ont mis en avant les luttes sociales et les valeurs traditionnelles vietnamiennes,.
Trần Đại Mỹ était marié à l’actrice Thanh Thủy. Ensemble, ils ont souvent collaboré sur scène et à l'écran, devenant un couple admiré du public. Ils ont eu un fils, Trần Bá Duy, connu pour ses talents artistiques et sa popularité sur les réseaux sociaux,.
Dans l'après-midi du 11 novembre 2024, les journaux en ligne vietnamiens ont rapporté simultanément la mort subite de l'artiste Trần Đại Mý,. Sa mort a suscité une vague d'émotions et d'hommages au sein de la communauté artistique vietnamienne. Les funérailles ont été marquées par une forte affluence de collègues, amis et admirateurs, soulignant l’impact durable de son œuvre,.

## Honneur
Outre le titre d'Artiste méritoire Nghệ sĩ Ưu tú (NSƯT) conféré par l'État, l'artiste Trần Đại Mý reçoit d'autres récompenses :
- Médaille d'or au «Festival National de Opéra classique vietnamien professionnel 2010» avec Huyền Trân la princesse.
- Médaille d'or au «Festival National de Théâtre de Comédie 2011» avec Nghêu Sò Ốc Hến.

### Bibliographiques
- Hoàng Chương, Văn hóa Việt Nam tổng hợp 1989–1995 : Tóm tắt về hành trình sân khấu Việt Nam, Ban Văn hóa Văn nghệ Trung ương, Hà Nội, Việt Nam, 1989.